# Famille Haincque de Saint-Senoch
La famille Haincque de Saint-Senoch est une famille subsistante de la noblesse française
Elle est originaire de Touraine. 
Elle a été anoblie par charge de secrétaire du roi en 1732.
Éteinte en ligne masculine, elle subsiste en ligne féminine.

## Histoire
La famille est originaire de Touraine où elle possédait jusqu'en 1831 le château de Saint-Sénoch, construit au XVIIIe siècle en remplacement d'un édifice primitif, situé sur le territoire de la commune de Varennes dans le département d'Indre-et-Loire.
La famille Haincque a été anoblie par charge de secrétaire du roi en 1732. Le 3 octobre 1861, un décret l'autorise à ajouter le nom « de Saint-Senoch ».
Établie au XIXe siècle à Paris dans le quartier des Ternes, le conseil municipal a rendu hommage à sa notoriété en donnant son nom en 1909 à la Rue de Saint-Senoch dans le 17e arrondissement de Paris.

## Filiation
- Aquilas Haincque (1784-1851), écuyer, juge d’instruction auprès du tribunal de première instance de Tours. Il épouse Élise Demours (1794-1876)[2] et hérite du château des Ternes et de son parc par sa mère, fille d'Antoine Pierre Demours qui en était propriétaire et dont la rue d'accès porte le nom.
  - Édouard Marie Haincque de Saint-Senoch (1826-1885), avocat et conseiller référendaire à la Cour des comptes[3]. Il naît le 6 avril 1826 à Tours. Il épouse le 19 mai 1863 au Havre Claude Marie Marguerite Perquer (1842-1929)[4]. Il est le beau-frère de Raoul Ancel qui épouse en 1869 Georgina Perquer, sœur de Claude Marie Marguerite Perquer. Le 5 juillet 1881, il est nommé au grade de chevalier dans l'ordre national de la Légion d'honneur[5]. Il meurt le 3 novembre 1885[6] à son domicile au château des Ternes sis 19, rue Demours dans le 17e arrondissement de Paris. De son mariage, naissent cinq enfants.
    - Anna Elisabeth (1864-1900) épouse le 21 juin 1887 dans le 17e arrondissement de Paris[7] Louis Joseph Auguste Desgenetais (1865-1906).
    - Pierre Marie Joseph Haincque de Saint-Senoch (1870-1936[8]), agriculteur, célibataire, sans descendance.
    - Robert Marie Haincque de Saint-Senoch (1873-1969) épouse le 25 juin 1919 dans le 8e arrondissement de Paris, Victorine Marie Marguerite d’Orival de Miserey (1891-1970). De ce mariage, naissent deux filles.
      - Anne Haincque de Saint-Senoch (1920-1996) épouse en 1939 Patrice Carrelet de Loisy d'Arcelot.
      - Isabelle (1922-2019) épouse en 1949 François René Altmayer (1922-2002).

    - François Marie Haincque de Saint-Senoch (1879) épouse le 2 mai 1910 à La Boissière-École, Virginie Claire Désirée Marie Hériot (1890-1932), navigatrice, championne olympique de voile en 1928, chevalier de l'ordre national de la Légion d'honneur. De ce mariage, naît un fils, Hubert (1913-1983), ami de Jean Cocteau, sans descendance.
    - Elizabeth Geneviève (1877-1938) épouse le 6 juillet 1904 dans le 17e arrondissement de Paris, Louis François Marie Pons Dadvisard (1875-1962).

  - Edgar Haincque de Saint-Senoch (1839-1904[9]), photographe, membre du conseil d’administration de la société française de photographie. Il est l'auteur du Nouvel atlas sphéroïdal à l'usage des écoles primaires, préfacé par Richard Cortambert, publié en 1876[10],[11].
  - Pierre Haincque de Saint-Senoch, négociant demeurant à Levallois-Perret. Il épouse Jane Tissier[12].

## Postérité
La ville de Paris rend hommage à la famille Haincque de Saint-Senoch, en donnant le nom de rue de Saint-Senoch à une voie parisienne, ouverte en 1906-1908, sur les terrains appartenant à la famille,.

## Armes
Les armes de la famille sont D'argent à une ancre de sable accompagnée en chef de deux étoiles de gueules.

## Pour approfondir